# Gratiola pilosa
Gratiola pilosa är en grobladsväxtart som beskrevs av André Michaux. Gratiola pilosa ingår i släktet jordgallor, och familjen grobladsväxter. Inga underarter finns listade i Catalogue of Life.